# Seven Sudamericano Femenino 2004
El Seven Sudamericano Femenino del 2004 fue la primera edición del seven de la Confederación Sudamericana de Rugby. La Federación Venezolana de Rugby organizó el evento en la ciudad de Barquisimeto de ese país y se eligió el Estadio Farid Richa como escenario de los 20 partidos.

## Equipos participantes
- Selección femenina de rugby 7 de Argentina (Las Pumas)
- Selección femenina de rugby 7 de Brasil (Las Vitória-régia)
- Selección femenina de rugby 7 de Chile (Las Cóndores)
- Selección femenina de rugby 7 de Colombia (Las Tucanes)
- Selección femenina de rugby 7 de Paraguay (Las Yacarés)
- Selección femenina de rugby 7 de Perú
- Selección femenina de rugby 7 de Uruguay (Las Teras)
- Selección femenina de rugby 7 de Venezuela (Las Orquídeas)

## Clasificación[4]

### Grupo A

#### Posiciones
| Pos. | Equipo    | Encuentros | Encuentros | Encuentros | Encuentros | Tantos  | Tantos    | Tantos     | Puntos |
| Pos. | Equipo    | jugados    | ganados    | empatados  | perdidos   | a favor | en contra | diferencia | Puntos |
| ---- | --------- | ---------- | ---------- | ---------- | ---------- | ------- | --------- | ---------- | ------ |
| 1    | Venezuela | 3          | 3          | 0          | 0          | 121     | 10        | + 111      | 9      |
| 2    | Argentina | 3          | 2          | 0          | 1          | 95      | 25        | + 70       | 6      |
| 3    | Chile     | 3          | 1          | 0          | 2          | 10      | 77        | - 67       | 3      |
| 4    | Perú      | 3          | 0          | 0          | 3          | 12      | 126       | - 114      | 0      |

Nota: Se otorgan 3 puntos al equipo que gane un partido, 1 al que empate y 0 al que pierda
|  | Clasificados a Semifinales de Oro |

|  | Clasificados a Semifinales de Bronce |

#### Resultados
| 20 de abril 15:50 | Venezuela | 60 - 0 | Perú | Estadio Farid Richa, Barquisimeto, Venezuela |  |

| 20 de abril 16:30 | Argentina | 29 - 10 | Chile | Estadio Farid Richa, Barquisimeto, Venezuela |  |

| 20 de abril 17:10 | Venezuela | 20 - 10 | Argentina | Estadio Farid Richa, Barquisimeto, Venezuela |  |

| 20 de abril 17:50 | Chile | 10 - 7 | Perú | Estadio Farid Richa, Barquisimeto, Venezuela |  |

| 20 de abril 19:30 | Argentina | 56 - 5 | Perú | Estadio Farid Richa, Barquisimeto, Venezuela |  |

| 20 de abril 20:10 | Venezuela | 41 - 0 | Chile | Estadio Farid Richa, Barquisimeto, Venezuela |  |

### Grupo B

#### Posiciones
| Pos. | Equipo   | Encuentros | Encuentros | Encuentros | Encuentros | Tantos  | Tantos    | Tantos     | Puntos |
| Pos. | Equipo   | jugados    | ganados    | empatados  | perdidos   | a favor | en contra | diferencia | Puntos |
| ---- | -------- | ---------- | ---------- | ---------- | ---------- | ------- | --------- | ---------- | ------ |
| 1    | Brasil   | 3          | 3          | 0          | 0          | 126     | 0         | + 126      | 9      |
| 2    | Colombia | 3          | 2          | 0          | 1          | 47      | 47        | 0          | 6      |
| 3    | Uruguay  | 3          | 1          | 0          | 2          | 25      | 48        | - 23       | 3      |
| 4    | Paraguay | 3          | 0          | 0          | 3          | 0       | 103       | - 103      | 0      |

Nota: Se otorgan 3 puntos al equipo que gane un partido, 1 al que empate y 0 al que pierda
|  | Clasificados a Semifinales de Oro |

|  | Clasificados a Semifinales de Bronce |

#### Resultados
| 20 de abril 15:30 | Brasil | 42 - 0 | Colombia | Estadio Farid Richa, Barquisimeto, Venezuela |  |

| 20 de abril 16:10 | Uruguay | 20 - 0 | Paraguay | Estadio Farid Richa, Barquisimeto, Venezuela |  |

| 20 de abril 16:50 | Brasil | 51 - 0 | Paraguay | Estadio Farid Richa, Barquisimeto, Venezuela |  |

| 20 de abril 17:30 | Colombia | 15 - 5 | Uruguay | Estadio Farid Richa, Barquisimeto, Venezuela |  |

| 20 de abril 18:10 | Brasil | 33 - 0 | Uruguay | Estadio Farid Richa, Barquisimeto, Venezuela |  |

| 20 de abril 19:50 | Colombia | 32 - 0 | Paraguay | Estadio Farid Richa, Barquisimeto, Venezuela |  |

## Play-off[5]

### Semifinales

#### Semifinales de Bronce
| 21 de abril 15:00 | Chile | 10 - 5 (m.s.) | Paraguay | Estadio Farid Richa, Barquisimeto, Venezuela |  |

| 21 de abril 15:30 | Uruguay | 24 - 0 | Perú | Estadio Farid Richa, Barquisimeto, Venezuela |  |

#### Semifinales de Oro
| 21 de abril 16:00 | Brasil | 33 - 0 | Argentina | Estadio Farid Richa, Barquisimeto, Venezuela |  |

| 21 de abril 16:30 | Venezuela | 22 - 0 | Colombia | Estadio Farid Richa, Barquisimeto, Venezuela |  |

### Finales

#### 7º puesto
| 21 de abril 17:00 | Paraguay | 27 - 0 | Perú | Estadio Farid Richa, Barquisimeto, Venezuela |  |

#### Final de Bronce
| 21 de abril 17:30 | Uruguay | 10 - 7 | Chile | Estadio Farid Richa, Barquisimeto, Venezuela |  |

#### Final de Plata
| 21 de abril 18:00 | Colombia | 5 - 0 | Argentina | Estadio Farid Richa, Barquisimeto, Venezuela |  |

#### Final de Oro
| 21 de abril 18:30 | Brasil | 15 - 10 | Venezuela | Estadio Farid Richa, Barquisimeto, Venezuela |  |
|                   |        |         |           | Árbitro(s): Laureana Papaterra Argentina     |  |

| Bandera de Brasil |
| Campeón Brasil    |
| Primer título     |

## Posiciones finales
| Posición | Selección |
| -------- | --------- |
| 1        | Brasil    |
| 2        | Venezuela |
| 3        | Colombia  |
| 4        | Argentina |
| 5        | Uruguay   |
| 6        | Chile     |
| 7        | Paraguay  |
| 8        | Perú      |